# ダブル・ブロンド
『ダブル・ブロンド』（原題： Blonde and Blonder）は2007年のカナダ映画。

## キャスト
- パメラ・アンダーソン
- デニース・リチャーズ
- エマニュエル・ヴォージア
- メガン・オリー
- ジョーイ・アレスコ
- ギャリー・チョーク
- ジェイ・ブラゾー
- ウッディ・ジェフリーズ
- ケビン・P・ファーリー
- ジョン・ファーリー
- バイロン・マン
- フェニックス・リー
- ダグラス・ニウエル
- アレックス・ブルハンスキー

## スタッフ
- 監督：ディーン・ハミルトン
- 製作：ディーン・ハミルトン 、カーク・ショウ
- 製作総指揮：パメラ・アンダーソン、フレデリコ・ラペンダ、アレキサンダー・タブリズィ、アラン・シリッキー
- 脚本：ロルフ・カネフスキー、ジェリー・アンダーソン、ディーン・ハミルトン
- 撮影：C・キム・マイルズ
- 音楽：ピーター・アレン